# Terrell Suggs

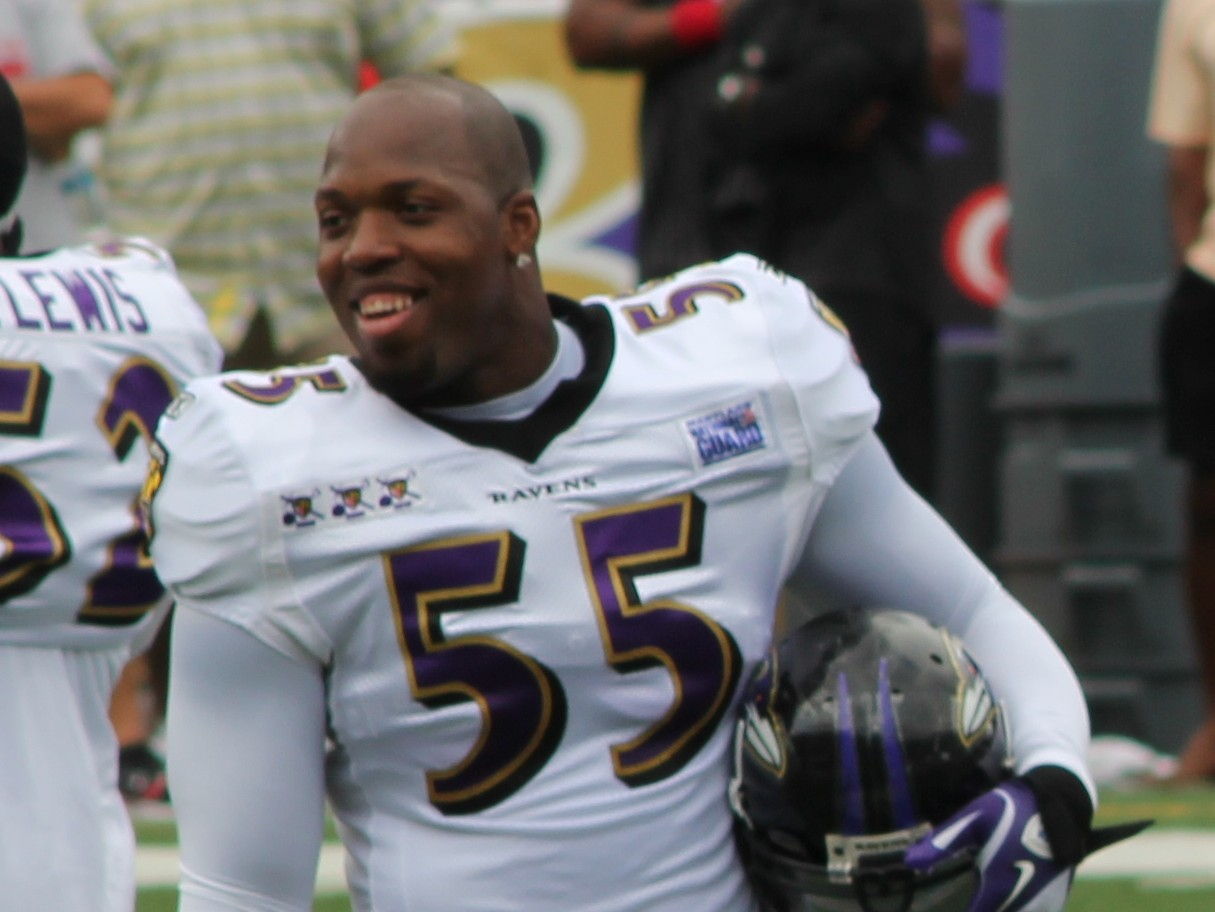
Terrell Suggs em 2011.

Terrell Raynonn Suggs (11 de outubro de 1982, Minneapolis, Minnesota, Estados Unidos) é um ex-jogador de futebol americano que atuava na posição de linebacker na National Football League. Foi o décimo jogador a ser escolhido no Draft de 2003 da NFL pelos Ravens. Jogou futebol americano universitário pela Universidade do Estado do Arizona. Suggs ganhou o prêmio de Defensor do Ano da NFL em 2011 e fez parte do time campeão do Super Bowl XLVII em 2013.